# 고인돌 가족 플린스톤
《고인돌 가족 플린스톤》(The Flintstones)은 브라이언 레반트 감독의 1994년 미국 영화이다.

## 출연
- 존 굿맨 - 프레드 플린스톤
- 엘리자베스 퍼킨스 - 윌마 플린스톤
- 릭 모러니스 - 바니 러블
- 로지 오도널 - 베티 러블
- 카일 맥러클런 - 클리프 반데르카브
- 엘리자베스 테일러 - 펄 슬랙후플
- 핼리 베리 - 미스 스톤
- 댄 플로렉 - 슬레이트
- 잭 오할로란 (Jack O'Halloran) - 예티
- 조너선 윈터스 - 그리즐 맨

## KBS 성우진 (1998년 12월 25일)
- 노민 - 프레드 프린스톤(존 굿맨)
- 서혜정 - 윌마 플린스톤(엘리자베스 퍼킨스)
- 오세홍 - 바니 러블(릭 모러니스)
- 정옥주 - 베티 러블(로지 오도널)
- 이정구 - 클리프(카일 맥러클런)
- 이선 - 앵무새
- 장유진
- 최덕희
- 김관진
- 김영진
- 이용순

## 같이 보기
- 고인돌 가족 플린스톤 2 (프리퀄)